# NGC 2110
NGC 2110 é uma galáxia elíptica (E-S0) localizada na direcção da constelação de Orion. Possui uma declinação de -07° 27' 23" e uma ascensão recta de 5 horas, 52 minutos e 11,2 segundos.
A galáxia NGC 2110 foi descoberta em 5 de Outubro de 1785 por William Herschel.